# Time Out of Mind
Time Out of Mind ist das 30. Studioalbum von Bob Dylan. Es wurde von Daniel Lanois produziert und erschien am 30. September 1997 auf dem Plattenlabel Columbia Records. Nach einer längeren künstlerischen Krise, die Mitte der 1980er Jahre begonnen hatte, fand Dylan zu einem neuen musikalischen Stil und veröffentlichte erstmals seit dem 1990 erschienenen Album Under the Red Sky wieder eigene Songs. Time Out of Mind wurde bei Fans und Kritik gleichermaßen zum Erfolg und wurde u. a. mit drei Grammy Awards ausgezeichnet.
Musikalisch ist Time Out of Mind dem Genre Americana zuzuordnen. Es vereint Elemente des Folk, Rock, Blues und auch des Country zu einem ganz eigenen Stil. Charakteristisch für dieses Album ist die melancholische, bei manchen Songs sogar düstere Stimmung. Dies gilt für die Musik – bezüglich des Sounds des Albums wurde von einer „gespenstischen Klangästhetik“ gesprochen – ebenso wie für die Texte, in denen immer wieder das Thema „Sterblichkeit“ behandelt oder zumindest angedeutet wird: „it’s not dark yet, but it’s getting there“, „I’m tryin‘ to get to heaven before they close the door“.
1997 listeten der Rolling Stone und Uncut Time Out of Mind in ihrer jeweiligen Jahresliste als bestes Album. Bei Mojo rangierte es auf Platz 2.

## Hintergrund
Obwohl das 1989 erschienene Album Oh Mercy gute Kritiken erhalten hatte und sich wegen seiner allgemein anerkannten Qualität positiv von Dylans stark kritisierten Alben der 1980er Jahre unterschied, griff er den Stil des Albums bei dem direkten, 1990 entstandenen Nachfolger Under the Red Sky nicht auf. Das Album wurde sowohl musikalisch als auch kommerziell ein Misserfolg. In einem Interview für das Magazin Song Talk der „US National Academy of Songwriters“ im April 1991 äußerte er Zweifel an der Sinnhaftigkeit, überhaupt noch weitere Songs zu schreiben, es gebe einfach schon genug – um dann gleich hinzuzufügen, das gelte natürlich nicht, wenn jemand wahrhaft etwas zu sagen hätte. Dylan jedenfalls veröffentlichte über sieben Jahre lang keine neuen Songs mehr. Vielmehr folgten zwei Folk-Alben, Good as I Been to You und World Gone Wrong, die amerikanische Traditionals und somit nur Werke fremder Autoren enthielten.
Im Sommer 1996 hatte Dylan eine mehr als ausreichende Zahl von neuen eigenen Songs für ein Album bereit. Wie schon bei Oh Mercy wendete er sich für die Produktion des Albums an Daniel Lanois, und so begannen im August und September 1996 Proben und erste Aufnahmen einzelner Songs in Lanois’s „Teatro Studio“ in Oxnard, Kalifornien. Nach einer weiteren US-Tournee wurden die Aufnahmen im Januar 1997 fortgesetzt, allerdings in einem anderen Studio: Im Criteria Recording Studio in Miami, Florida. Alle auf Time Out of Mind veröffentlichten Versionen der Songs entstanden dort.

## Die Songs
Dylans dritte Doppel-LP Time Out of Mind enthält bei einer Laufzeit von knapp 73 Minuten elf Songs. Bis auf zwei Ausnahmen (Dirt Road Blues und Make You Feel My Love) haben alle Songs eine Dauer von über fünf Minuten. Der Schlusssong Highlands war mit einer Dauer von 16½ Minuten der längste Song, den Dylan bis dahin veröffentlicht hatte.
Alle Songs wurden nach den Studioaufnahmen in der Produktion Daniel Lanois‘ noch nachbearbeitet, z. B. mit Halleffekten versehen wie beim Song Standing in the Doorway. Außerdem sollten viele Songs trotz intensiver Sessionarbeiten bewusst wie improvisiert klingen, was bei einigen Stücken besonders an deren Beginn zu hören ist, so z. B. bei Highlands und Dirt Road Blues.
Die Songs beschäftigen sich musikalisch wie inhaltlich mit der Vergangenheit und kreisen teilweise konkret um das Thema des Alterns und des näher rückenden Todes. Neben einigen Liebessongs wie dem Blues Million Miles, bei dem die Begleitung wie die einer Barjazz-Combo klingt, oder Make You Feel My Love sind auf dem Album auch mehrere Songs mit sehr komplexen Texten zu finden, die Raum für unterschiedliche Interpretationen lassen und Anlass für zahlreiche Analysen waren. Hier ist insbesondere der Song Not Dark Yet zu nennen. Allgemein erreichen die Texte die Tiefe und Qualität, die man von Dylan bereits gekannt hatte, und dennoch unterscheiden sich die Songtexte auf diesem Album von früheren. So tauchen diesmal surrealistische oder auch grotesk wirkende Passagen, von denen es auf den Alben aus der Mitte der 1960er Jahre so viele gab, nicht auf. Einzig der Mittelteil des Songs Highlands geht es diese Richtung, wenn Dylan von einer Begegnung mit einer Kellnerin in einem Restaurant in Boston und ihrem skurrilen Dialog berichtet.

## Titelliste
1. Love Sick – 5:21
2. Dirt Road Blues – 3:36
3. Standing in the Doorway – 7:43
4. Million Miles – 5:52
5. Tryin’ to Get to Heaven – 5:21
6. ‘Til I Fell in Love with You – 5:17
7. Not Dark Yet – 6:29
8. Cold Irons Bound – 7:15
9. Make You Feel My Love – 3:32
10. Can’t Wait – 5:47
11. Highlands – 16:31

## Charts und Auszeichnungen
Das Album wurde in den USA mit Platin und in Großbritannien mit Gold ausgezeichnet und erreichte in beiden Ländern Platz 10 der Charts. In Deutschland kam es sogar bis auf Platz 6. Die beste Platzierung gelang in Norwegen mit Platz 2 der Album-Charts.
Die positive Resonanz bei Fans und Kritikern gipfelte darin, dass das Album 1998 bei der 40. Grammy-Verleihung gleich mit drei Preisen bedacht wurde. Neben jenen für das Album des Jahres und für das beste zeitgenössische Folkalbum erhielt Dylan für den Song Cold Irons Bound auch die Auszeichnung für die beste männliche Gesangsdarbietung im Bereich Rock.
2012 setzte die Musikzeitschrift Rolling Stone Time Out of Mind in ihrer Liste der 500 besten Alben aller Zeiten auf Platz 410. In der entsprechenden Liste des Rolling Stone aus 2020 rangiert Time Out of Mind nicht mehr unter den „500 Greatest Albums of All Time“.

## The Bootleg Series Vol. 17: Fragments
Im Januar 2023 veröffentlichten Columbia Records als Volume 17 von Dylans Bootleg Series Alben mit dem Songmaterial von Time Out of Mind unter dem Titel Fragments: Eine sogenannte „Deluxe Edition“ (5 CDs bzw. 10 LPs) und eine sogenannte „Highlights Version“ (2 CDs bzw. 4 LPs). Die „Deluxe Edition“ enthält auf CD-1 die Songs des Original-Albums als Remixes, auf CD-2 und CD-3 insgesamt 25 Outtakes und Alternativ-Versionen, auf CD-4 Live-Aufnahmen von 12 Songs und auf CD-5 12 Song-Fassungen, die bereits auf Volume 8 der Bootleg Series, Tell Tale Signs, veröffentlicht worden waren. Die „Highlights Version“ enthält auf CD-1 ebenfalls die Remixes des Original-Albums und auf CD-2 eine Auswahl von 12 Outtakes und Alternativ-Versionen.